# Coba
coba（コバ、1959年4月29日 - ）は、日本のアコーディオニスト、作曲家、編曲家。本名および旧名義は、小林 靖宏（こばやし やすひろ）。

## 人物
長野県松代町で生まれ、3歳から14歳まで新潟県新潟市で育つ。3歳から音感教育で音楽に接し、10歳でアコーディオンを始める。1970年代後半にイタリア・カステルフィダルド市に留学し、本格的にアコーディオンを学び始める。19歳でヴェネツィアのルチアーノ・ファンチェルリ音楽院アコーディオン科に入学。独学での後れを取り戻すために、留学中の4年間は徹底的にクラシック音楽を学ぶ。在学中に数々の国際的なアコーディオンコンクールで優勝した（※オフィシャルサイト等を参照。）。
それまで旧態依然とした古臭い印象が強かったアコーディオンの新たな魅力をポピュラーミュージックの世界で開花させ、その伝統的イメージを変えた人物。ヴェネツィアで学んだ高度な演奏テクニックと作曲した多数の楽曲のクラシック、ロック、ポップスといったジャンルを超えた音楽性で若い世代に衝撃と影響を与え、アコーディオンが伴奏ではなく主役になり得ることを証明した。北欧の歌姫ビョークの世界ツアーに同行して洋楽ファンにもその魅力と無限の可能性を伝え、日本ではテレビ番組のテーマや広告音楽など数多くの楽曲を手掛けてこの楽器を身近なものにした。現在では多くのアーティストがアコーディオンを取り入れるようになり、ミュージックシーンにおいて流行最先端のサウンドの一つとなっている。
ポップ・ミュージック的なサウンド・プロダクツのなかで響き渡るノスタルジックで温かいアコーディオンの調べの一方で、アルバム『テクノキャバレー』に代表されるアグレッシヴかつ実験性に富んだ側面も持っている。
尊敬している音楽家は武満徹、アストル・ピアソラ、ニーノ・ロータなど。
これまでにプロデュースした映画、舞台、テレビ、CM音楽は500作品を超え、演奏家やオーケストラへの委嘱作品も手掛ける。海外でもCD等作品をリリースしており、斬新なサウンドは世界的にも高い評価を受けている。ギリシャではインストゥルメンタル曲にもかかわらず、シングル「SARA」がヒットチャートで総合1位を獲得した。
2004年10月に楽器メーカー・ローランド社が開発した世界初のフルデジタル式アコーディオン「Vアコーディオン」のお披露目発表会でデモ演奏を行ったが、高校時代にもローランドの初期の電子アコーディオンを弾いたことがある。また本人も独自にデジタル・アコーディオンの開発を行ったことがあり、「シンセアコーダー」いう楽器を作って1985年のつくば科学万博で披露した。
バンクーバーオリンピックのフィギュアスケートで銅メダルを受賞した髙橋大輔が「eye」をショートプログラムに使用。また、ロンドンオリンピックの体操競技で寺本明日香が「時の扉」を使用した。
アコーディオンは、イタリアのヴィクトリア・アコーディオンズ、フランスのキャバニョロ・アコーディオンを使用。トレードマークのボーダーTシャツはフランスのセント・ジェームスを愛用している。

## 経歴
| 年月日           | 出来事 |
| ---------------- | --- |
| 1979年           | アラッシオ国際アコーディオンコンクール第1位受賞。 |
| 1980年           | 第30回C.M.A.世界アコーディオンコンクール第1位受賞（東洋人初）。 |
| 1980年           | ルチアーノ・ファンチェルリ音楽院を首席で卒業。 |
| 1981年           | 日本へ帰国。最初の数か月は取り上げるメディアもあったものの、それから数年間仕事のない期間が続く。 |
| 1989年           | ヨーロッパツアーを開始。 |
| 1989年           | この年より沢田研二が主催する音楽劇の舞台音楽を担当（〜2017年）。 |
| 1991年           | 11月6日、東芝EMIからアルバム『シチリアの月の下で』でメジャー・デビュー。 |
| 1992年           | 12月31日、アルバム『シチリアの月の下で』が第34回日本レコード大賞特別賞を受賞。 |
| 1995年           | ビョークのワールドツアー に参加（1997年まで）。またそれまで本名の「小林靖宏」と「COBA」名義を併用していたのを止め、「coba」名義に統一する。時を同じくして海外にも拠点を置き、世界規模でのCDリリースを開始。 |
| 1996年           | アルバム『ROOTS?』がフランスのFMステーション「Radio Nova」で年間ベストアルバムに選出。 |
| 1997年           | イタリア・ミラーノ市名誉市民賞を受賞。 |
| 1997年09月22日   | レコーディングに参加したビョークのアルバム『Homogenic（ホモジェニック）』がリリースされる。 |
| 1999年12月29日   | 音楽、芝居、ダンス、ライブ映像をミックスした実験イベント「テクノキャバレー」をプロデュース。 |
| 2001年03月09日   | 映画「顔」（阪本順治監督）で第24回日本アカデミー賞音楽賞優秀賞を受賞。 |
| 2002年07月10日   | 「coba & 宮沢和史」名義でシングル「ひとりぼっちじゃない」を発表。 |
| 2002年10月16日   | cobaの呼びかけにより、来たる2022年のアコーディオン生誕200周年に向けたプロジェクト「Bellows Lovers」がスタート。                                                                                             |
| 2004年           | イタリア「ヴィクトリア・アコーディオンズ」創業85周年記念コンサートに出演。 |
| 2005年           | ビクターエンタテインメントに移籍。 |
| 2006年07月31日   | コラボレーションイベント「I & GLOBE = vs」をプロデュース。 |
| 2006年           | イタリア・カステルフィダルドにて、アコーディオンのグラミー賞と言われ、世界で最も活躍するリード・アーティストに贈られる「Voce D'oro」を東洋人としては初めて受賞。                                            |
| 2007年05月20日   | 東京交響楽団委嘱作品「アコーディオン、カホン、オーケストラのための森の連鎖によるUrbs」を作曲、東京交響楽団と共演。                                                                                          |
| 2008年           | レーベル「CALMOLA BOSCONE」を設立。 |
| 2008年           | 日本クラリネット協会の委嘱により、第7回「日本クラリネットコンクール」本選（8月30日開催）課題曲として「水滴は啓示した クラリネットソロのために」を作曲。                                                     |
| 2008年           | ピアニスト舘野泉からの委嘱作品「記憶樹 ピアノ（左手）のために」を発表。 |
| 2009年08月21日   | 東京・新宿 で「virgin cabaret」をプロデュース。 |
| 2009年10月23日   | 「世界3大アコーディオニスト ~夢の競演~」東京公演に出演。 |
| 2009年11月21日   | 沖縄県南城市のガンガラーの谷において「魂の音楽祭マブイオト」をプロデュース。 |
| 2010年06月19日   | ダンスと共演する舞台「音波少年」をプロデュース。 |
| 2010年           | 「世界3大アコーディオニスト ~夢の競演~」イタリア公演に出演。 |
| 2012年           | avex traxに移籍。 |
| 2012年02月04日   | 20周年全国コンサートツアー「coba tour 2012 20th anniversary FESTA coba」をスタート。 |
| 2012年07月15日   | 「みんなでつくる長久手大音楽会」をプロデュース。 |
| 2013年           | 日本コロムビアに移籍。 |
| 2013年11月06日   | 自身初の独奏アルバム『coba pure accordion』をリリース。 |
| 2014年01月       | 第9回安吾賞新潟市特別賞を受賞。 |
| 2014年09月10日   | 雅楽師の東儀秀樹、ヴァイオリニストの古澤巌との3人により、“東儀秀樹×古澤巌×coba”名義でアルバム『TFC55』 をリリース、全国ツアー「東儀秀樹×古澤巌×coba全国ツアー2014」を開催した。                             |
| 2014年11月23日   | 沖縄県より「美ら島沖縄大使」に任命される。 |
| 2014年12月17日   | 自身初のカバーアルバム『cobacabada』をリリース。 |
| 2015年01月23日   | 第9回「安吾賞 -Ango Awards-」新潟市特別賞を受賞、授賞式に出席して記念ライブを行う。 |
| 2015年01月〜06月 | 「coba tour 2015 cobacabada」を開催。 |
| 2016年12月21日   | 37枚目のオリジナルアルバム『coba?』をリリース。 |
| 2017年01月       | 全国ツアー『coba tour 2017 25周年記念』を開催。 |
| 2017年10月07日   | プロ奏者が使うアコーディオンの95％を生産し「アコーディオンの聖地」とも呼ばれるイタリア中部カステルフィダルド市 より日本人として初めて名誉市民賞を授与された。                                               |
| 2018年04月29日   | 「FESTA! coba 60歳の日」を開催、ダンサーとミュージシャンのユニット「bird of paradise」とクラシック編成のバンドの立ち上げを発表した。                                                                        |

## 作品

### シングル
| 版  | 発売日         | タイトル                 | 規格  | 規格品番  | レーベル             | 備考                                |
| --- | -------------- | ------------------------ | ----- | --------- | -------------------- | ----------------------------------- |
| 1st | 1993年06月02日 | まぶしくて、夏の君       | 8cmCD | TODT-3038 | EASTWORLD（東芝EMI） | 小林靖宏名義。                      |
| 2nd | 1994年06月17日 | LUNA PIENA               | 8cmCD | TODT-3244 | EASTWORLD（東芝EMI） | 小林靖宏名義。                      |
| 3rd | 1996年12月11日 | tiny monster             | 8cmCD | TODT-3889 | EASTWORLD（東芝EMI） | coba featuring カヒミ・カリィ名義。 |
| 4th | 1999年01月25日 | テクノキャバレーのテーマ | 8cmCD | FECD-0001 | fèbbre               |                                     |
| 5th | 2002年07月10日 | ひとりぼっちじゃない     | CD    | TOCT-4401 | EASTWORLD（東芝EMI） | coba & 宮沢和史名義。               |
| 6th | 2022年05月02日 | ひまわりの種をポケットに | 配信  |           | CALMOLA BOSCONE      | 渡辺えり & coba名義。               |
| 7th | 2022年09月14日 | たまてばこ               | 配信  |           | KOTODAMA             | KOTODAMA名義。                      |

### オリジナル・アルバム
| 版   | 発売日          | タイトル                                                         | 規格 | 規格品番     | レーベル                                       | 備考 |
| ---- | --------------- | ---------------------------------------------------------------- | ---- | ------------ | ---------------------------------------------- | --- |
| -    |                 | ミラクルアコーディオン                                           | LP   |              | 音楽センター                                   | 小林靖宏名義。幻のファーストアルバム。                                                                                       |
| -    | 1998年04月16日  | ミラクルアコーディオン                                           | CD   | CCD-768      | 音楽センター                                   | coba名義。 |
| 1st  | 1991年11月06日  | シチリアの月の下で                                               | CD   | TOCT-6264    | EASTWORLD（東芝EMI→EMIミュージック・ジャパン） | 小林靖宏名義。 |
| 1st  | 2001年07月11日  | シチリアの月の下で                                               | CD   | TOCT-24621   | EASTWORLD（東芝EMI→EMIミュージック・ジャパン） | coba名義。 |
| 2nd  | 1992年07月29日  | 太陽のポスティーノ                                               | CD   | TOCT-6548    | EASTWORLD（東芝EMI→EMIミュージック・ジャパン） | 小林靖宏名義。 |
| 2nd  | 2001年07月11日  | 太陽のポスティーノ                                               | CD   | TOCT-24622   | EASTWORLD（東芝EMI→EMIミュージック・ジャパン） | coba名義。 |
| 3rd  | 1992年11月25日  | 雪のアトリーチェ                                                 | CD   | TOCT-6807    | EASTWORLD（東芝EMI→EMIミュージック・ジャパン） | 小林靖宏名義。 |
| 3rd  | 2001年07月11日  | 雪のアトリーチェ                                                 | CD   | TOCT-24623   | EASTWORLD（東芝EMI→EMIミュージック・ジャパン） | coba名義。 |
| 4th  | 1993年03月24日  | 風のナヴィガトーレ                                               | CD   | TOCT-6996    | EASTWORLD（東芝EMI→EMIミュージック・ジャパン） | 小林靖宏名義。 |
| 4th  | 2001年07月11日  | 風のナヴィガトーレ                                               | CD   | TOCT-24624   | EASTWORLD（東芝EMI→EMIミュージック・ジャパン） | coba名義。 |
| 5th  | 1993年12月01日  | 33GIRI                                                           | CD   | TOCT-8259    | EASTWORLD（東芝EMI→EMIミュージック・ジャパン） | 小林靖宏名義。 |
| 5th  | 2001年07月11日  | 33GIRI                                                           | CD   | TOCT-24625   | EASTWORLD（東芝EMI→EMIミュージック・ジャパン） | coba名義。 |
| 6th  | 1994年06月17日  | Surfin' Music*                                                   | CD   | TOCT-8436    | EASTWORLD（東芝EMI→EMIミュージック・ジャパン） | 小林靖宏名義。プロデュースしたサーフィン・ミュージックがテーマの11アーティストによる企画盤。                                 |
| 7th  | 1995年03月29日  | ROOTS?                                                           | CD   | TOCT-8725    | EASTWORLD（東芝EMI→EMIミュージック・ジャパン） | 小林靖宏名義。 |
| 8th  | 1996年01月31日  | techno cabaret                                                   | CD   | TOCT-9335    | EASTWORLD（東芝EMI→EMIミュージック・ジャパン） | COBA（小林靖宏）名義。 |
| 9th  | 1996年05月09日  | techno cabaret remix                                             | CD   | TOCT-4040    | EASTWORLD（東芝EMI→EMIミュージック・ジャパン） | coba（小林靖宏）名義。 |
| 10th | 1997年01月22日  | sweet poison ~甘い毒薬~                                          | CD   | TOCT-9790    | EASTWORLD（東芝EMI→EMIミュージック・ジャパン） | |
| 11th | 1998年04月16日  | CONSCIOUS POSI                                                   | CD   | TOCT-10221   | EASTWORLD（東芝EMI→EMIミュージック・ジャパン） | |
| 12th | 1998年04月16日  | CONSCIOUS NEGA (subconscious)                                    | CD   | TOCT-10222   | EASTWORLD（東芝EMI→EMIミュージック・ジャパン） | |
| 13th | 1999年02月24日  | 君といた未来のために ~I'll be back~                              | CD   | TOCT-24083   | EASTWORLD（東芝EMI→EMIミュージック・ジャパン） | サウンド・プロデュースしたTVドラマ「君といた未来のために 〜I'll be back〜」のオリジナル・サントラ。                          |
| 14th | 1999年04月28日  | NINO ROTA 1999                                                   | CD   | TOCT-24124   | EASTWORLD（東芝EMI→EMIミュージック・ジャパン） | 映画音楽家NINO ROTA氏没後20周年記念アルバム。日本のさまざまなアーチストによるニーノ・ロータ集。                              |
| 15th | 1999年07月07日  | 世紀を越えて                                                     | CD   | TOCT-24159   | EASTWORLD（東芝EMI→EMIミュージック・ジャパン） | NHKスペシャル『世紀を越えて』のオリジナル・サントラ。アディエマスが歌うメインテーマのカバーも収録。                          |
| 16th | 2000年01月26日  | Legend Man!                                                      | CD   | TOCT-24305   | EASTWORLD（東芝EMI→EMIミュージック・ジャパン） | |
| 17th | 2000年07月19日  | ヒールアップ！モンスーン                                         | CD   | TOCT-24226   | EASTWORLD（東芝EMI→EMIミュージック・ジャパン） | cobaが日本の知られざる異能たちを集めて作った企画盤。                                                                         |
| 18th | 2000年10月18日  | 天使は空から降ってくる                                           | CD   | TOCT-24446   | EASTWORLD（東芝EMI→EMIミュージック・ジャパン） | coba with orchestra名義。 |
| 19th | 2000年10月18日  | chanter coba                                                     | CD   | TOCT-24447   | EASTWORLD（東芝EMI→EMIミュージック・ジャパン） | coba et Sublime名義。フランス人女性ヴォーリストSublimeがcoba既存の曲に仏語の歌詞をつけて歌唱。                               |
| 20th | 2001年07月11日  | 走れパオリーノ                                                   | CD   | TOCT-24620   | EASTWORLD（東芝EMI→EMIミュージック・ジャパン） | |
| 21st | 2002年10月17日  | my ジャバラ way                                                  | CD   | TOCT-24875   | EASTWORLD（東芝EMI→EMIミュージック・ジャパン） | coba & Bellows Lovers名義。日本のアコーディオン&バンドネオン・プレイヤーが一堂に会し、ヨーロピアンな曲をカバーしたアルバム。 |
| 22nd | 2003年01月22日  | 運命のレシピ                                                     | CD   | TOCT-24897   | EASTWORLD（東芝EMI→EMIミュージック・ジャパン） | |
| 23rd | 2003年03月26日  | おしゃれカンケイ                                                 | CD   | TOCT-24985   | 東芝EMI                                        | 日本テレビ系『おしゃれカンケイ』のテーマ・ソング集。                                                                         |
| 24th | 2005年04月21日  | ディア モデストマン                                              | CD   | VICL-61627   | ビクターエンタテインメント                     | |
| 25th | 2006年10月25日  | Boy                                                              | CD   | VICL-62162   | ビクターエンタテインメント                     | |
| 26th | 2008年01月14日  | 空白に落ちた男                                                   | CD   | FECD-0002    | fèbbre                                         | 舞台「空白に落ちた男」のサウンド・トラック。会場限定で販売したCDは公演終了を待たずにソールドアウト。                         |
| 27th | 2008年11月12日  | 僕のエレキュート                                                 | CD   | BOSC-0001    | CALMOLA BOSCONE                                | 新たに立ち上げた自主レーベル第1弾。                                                                                          |
| 28th | 2010年11月10日  | 旅する少年 stay gold                                             | CD   | BOSC-0002    | CALMOLA BOSCONE                                | |
| 29th | 2012年01月25日  | MONDO coba                                                       | CD   | AVCD-38402~3 | avex trax/CALMOLA BOSCONE                      | デビュー20周年記念2枚組アルバム。                                                                                            |
| 30th | 2013年05月22日  | 雲の階段 オリジナル・サウンドトラック                            | CD   | VPCD-81766   | バップ                                         | 日本テレビ系水曜ドラマ「雲の階段」オリジナル・サウンドトラック。                                                             |
| 31st | 2013年11月06日  | coba pure accordion                                              | CD   | COCB-54076   | 日本コロムビア/CALMOLA BOSCONE                 | 日本コロムビア移籍第1弾。初のアコーディオン独奏アルバム。                                                                    |
| 32nd | 2014年12月17日  | cobacabada                                                       | CD   | COCB-54133   | 日本コロムビア/CALMOLA BOSCONE                 | |
| 33rd | 2016年12月21日  | coba?                                                            | CD   | COCB-54196   | 日本コロムビア/CALMOLA BOSCONE                 | デビュー25周年記念のオリジナル・アルバム。                                                                                   |
| 34th | 2018年08月15日  | 黒書院の六兵衛 オリジナル・サウンドトラック                      | CD   | BOSC-0003    | CALMOLA BOSCONE                                | |
| 35th | 2018年10月17日  | ヒーローを作った男 石ノ森章太郎物語 オリジナル・サウンドトラック | CD   | VPCD-86215   | バップ                                         | |
| 36th | 2020年03月04日  | The Accordion                                                    | CD   | BOSC-0004    | CALMOLA BOSCONE                                | |
| 37th | 2021年01月29日  | The Accordion Plus+                                              | CD   | BOSC-0005    | CALMOLA BOSCONE                                | |
| 38th | 2022年010月26日 | サムライアコーディオン                                           | CD   | BOSC-0006    | CALMOLA BOSCONE                                | |
| 39th | 2024年011月27日 | ACCORDION MONSTER                                                | CD   | BOSC-0007    | CALMOLA BOSCONE                                | |

### ベスト・アルバム
| 版  | 発売日         | タイトル     | 規格 | 規格品番   | レーベル                       | 備考           |
| --- | -------------- | ------------ | ---- | ---------- | ------------------------------ | -------------- |
| 1st | 1994年09月07日 | mania COBA   | CD   | TOCT-8570  | EASTWORLD（東芝EMI）           | 小林靖宏名義。 |
| 2nd | 1998年12月09日 | mania coba 2 | CD   | TOCT-24019 | EASTWORLD（東芝EMI）           |                |
| 3rd | 2004年04月28日 | mania coba 3 | CD   | TOCT-25366 | 東芝EMI                        |                |
| 4th | 2017年11月01日 | mania coba 4 | CD   | COCB-54238 | 日本コロムビア/CALMOLA BOSCONE |                |

| 版 | 発売日         | タイトル              | 規格   | 規格品番     | レーベル                  | 備考 |
| -- | -------------- | --------------------- | ------ | ------------ | ------------------------- | --- |
| -  | 2006年09月27日 | super mania coba      | CD     | TOCT-26063/4 | Capitol Music（東芝EMI）  | デビュー15周年を記念した2枚組ベスト盤。                                                                                        |
| -  | 2009年02月18日 | mania coba complete   | SHM-CD | TOCT-95061/4 | EMIミュージック・ジャパン | ベスト・アルバム『mania coba』シリーズ3枚を高音質なSHM-CDでリイシューし、新たにセレクトした楽曲を加えた4枚組ボックス・セット。 |
| -  | 2021年011月3日 | 30th Anniversary Best | CD     | UPCY-7753    | ユニバーサル ミュージック | デビュー30周年にあたり、cobaが自ら選曲した51テイクを収録したCD3枚と、特別編集した映像を収録したDVDの4枚組セット。              |

### ビデオ
| 種類         | 発売日        | タイトル                                        | 規格 | 規格品番  | レーベル                   |
| ------------ | ------------- | ----------------------------------------------- | ---- | --------- | -------------------------- |
| ライブビデオ | 2004年4月28日 | Live coba 2001-2003                             | DVD  | TOBF-5308 | EMIミュージック・ジャパン  |
| ライブビデオ | 2007年3月7日  | coba groovy accordion night your 2006 in Europe | DVD  | VIBL-376  | ビクターエンタテインメント |

### 他名義作品
| 名義                 | 発売日         | タイトル                              | 規格 | 規格品番   | レーベル                                 | 備考 |
| -------------------- | -------------- | ------------------------------------- | ---- | ---------- | ---------------------------------------- | --- |
| SUPER4               | 1993年09月01日 | SUPER4 collection                     | CD   | TOCT-8156  | EASTWORLD（東芝EMI）                     | 人気TV番組内“音楽研究所”4巨匠、スーパー4（羽田健太郎p、マルタsax、日色純一vn、小林靖宏アコーディオン）によるCD。 |
| SUPER4               | 1994年06月17日 | Super4 plus King3 ORIGINAL COLLECTION | CD   | TOCT-8435  | EASTWORLD（東芝EMI）                     | |
| 東儀秀樹×古澤巌×coba | 2014年09月10日 | TFC55                                 | CD   | UCCY-1042  | UCJジャパン（ユニバーサル ミュージック） | 雅楽師の東儀秀樹、ヴァイオリンの古澤巌、アコーディオンのcobaの3名によるコラボレーション・アルバム。              |
| 東儀秀樹×古澤巌×coba | 2018年07月18日 | ザ・セカンド・オブ・TFC55             | CD   | HUCD-10265 | HATS                                     | |

### 参加作品
| 作品のホスト                                 | 公開日         | パッケージ                                                     | 参加曲                                                    | 役               |
| -------------------------------------------- | -------------- | -------------------------------------------------------------- | --------------------------------------------------------- | ---------------- |
| 久石譲                                       | 1988年8月21日  | Night City                                                     | L' étranger                                               | 演奏             |
| 浜田省吾                                     | 1990年6月21日  | 誰がために鐘は鳴る                                             |                                                           | 演奏             |
| MALICE MIZER                                 | 1998年2月11日  | 月下の夜想曲                                                   | 月下の夜想曲 de l'image                                   | 演奏             |
| ZARD                                         | 1999年2月17日  | 永遠                                                           | Can't Take My Eyes Off Of You                             |                  |
| 彩月                                         | 2000年10月27日 | レクイエム/鳥になる時                                          | レクイエム                                                |                  |
| 彩月                                         | 2000年10月27日 | レクイエム/鳥になる時                                          | 鳥になる時                                                | 編曲・演奏       |
| 椎名林檎                                     | 2001年3月28日  | 真夜中は純潔                                                   | 愛妻家の朝食                                              |                  |
| 椎名林檎                                     | 2009年6月24日  | 三文ゴシップ                                                   | 凡才肌                                                    |                  |
| スターダストレビュー                         | 1993年3月10日  | SOLA                                                           | 想い出にたりない                                          |                  |
| 日野皓正                                     | 2013年6月19日  | unity-h factor-                                                | （全曲）                                                  |                  |
| Björk（ビョーク）                            | 1997年9月22日  | Homogenic（ホモジェニック）                                    | （全曲）                                                  |                  |
| FIRE BALL                                    | 2007年7月25日  | THE BEST OF FB                                                 | アンジェリータ                                            |                  |
| FUKUYAMA MASAHARU with HIS FRIENDS ALL STARS | 1995年10月21日 | M-Collection BIRTHDAY PRESENT                                  | 今 このひとときが 遠い夢のように (Instrumental)           |                  |
| フリッパーズ・ギター                         | 1990年1月25日  | Friends Again                                                  | Friends Again                                             |                  |
| 劇場版ポケットモンスター                     | 2002年8月1日   | 2002年劇場版ポケットモンスター ミュージックコレクション        | 伝説（アルトマーレ）                                      | 作曲             |
| 劇場版ポケットモンスター                     | 2002年8月1日   | 2002年劇場版ポケットモンスター ミュージックコレクション        | coba & 松本梨香「めざせポケモンマスター2002 (映画EDIT)」  | 編曲・演奏       |
| 劇場版ポケットモンスター                     | 2002年8月1日   | 2002年劇場版ポケットモンスター ミュージックコレクション        | 謎の少女（迷宮）                                          | 作曲・編曲・演奏 |
| 劇場版ポケットモンスター                     | 2002年8月1日   | 2002年劇場版ポケットモンスター ミュージックコレクション        | 謎の少女、再び（迷宮）                                    | 作曲・編曲・演奏 |
| 劇場版ポケットモンスター                     | 2002年8月1日   | 2002年劇場版ポケットモンスター ミュージックコレクション        | カノン                                                    | 作曲・編曲・演奏 |
| 劇場版ポケットモンスター                     | 2002年8月1日   | 2002年劇場版ポケットモンスター ミュージックコレクション        | coba & 宮沢和史「ひとりぼっちじゃない（映画バージョン）」 | 作曲・編曲・演奏 |
| 劇場版ポケットモンスター                     | 2003年11月28日 | ポケットモンスター 映画アニメ主題歌ソング集 パーフェクトベスト | coba & 松本梨香「めざせポケモンマスター2002」             | 編曲・演奏       |
| 劇場版ポケットモンスター                     | 2003年11月28日 | ポケットモンスター 映画アニメ主題歌ソング集 パーフェクトベスト | coba & 宮沢和史「ひとりぼっちじゃない（映画バージョン）」 | 作曲・編曲・演奏 |
| アストル・ピアソラ                           | 2008年6月25日  | アストル・ピアソラ ミラン・コレクション selected by coba       |                                                           |                  |

## 楽曲提供・出演

### 映画
- 顔（2000年8月12日）
  - 音楽
  - メインテーマ「顔」
- 劇場版ポケットモンスター 水の都の護神 ラティアスとラティオス（2002年7月13日）
  - 音楽
  - オープニングテーマ「めざせポケモンマスター2002[注 5]」
  - エンディングテーマ「ひとりぼっちじゃない[注 6]」
- 魂萌え!（2007年1月27日）
  - 音楽
  - エンディングテーマ「tamamoe」
- のんちゃんのり弁（2009年9月26日）
  - 音楽
- てぃだかんかん〜海とサンゴと小さな奇跡〜（2010年4月24日）
  - 音楽
- つやのよる ある愛に関わった、女たちの物語（2013年1月26日）
  - 音楽

### テレビ
- 第44回NHK紅白歌合戦（1993年12月31日）
  - 中山美穂「幸せになるために」アコーディオン
- 旅・わくわく（1994年～）
  - オープニングテーマ「LUNA PIENA」、「CASA S.FRANCESCO」
- おしゃれカンケイ（1994年7月3日 - 2005年3月27日）
  - 音楽
  - メインテーマ「deja vuがにげる頃」、「fellinism」、「CREPUSCULE」、「telephone king」、「霖雨 -リンユイ-」
  - エンディングテーマ「哀愁のスカパラダイス」、「リンユイ discotheque」
  - 16小節のLOVE SONG「過ぎ去りし永遠の日々」
- 君といた未来のために 〜I'll be back〜（1999年1月16日 - 1999年3月20日）
  - 音楽
- トゥナイト2（1998年）
  - オープニングテーマ「BARCORD FINGER PRINTER」
- THE夜もヒッパレ（1999年1月23日）
  - 「deja vuがにげる頃」
  - 「過ぎ去りし永遠の日々」
- 第50回NHK紅白歌合戦（1999年12月31日）
  - 茂森あゆみ・速水けんたろう「だんご3兄弟」アコーディオン
- 少年隊夢（2000年2月15日、22日）
  - 出演
  - 演奏｢アンダルシアに憧れて｣｢シェリーに口づけ｣
- 六番目の小夜子（2000年4月8日 - 2000年6月24日）
  - 音楽
  - メインテーマ「六番目の小夜子」
- イタリア語会話（2001年4月2日 - 2002年3月25日）
  - メインテーマ「canzone stregata」
  - エンディングテーマ「volare」
- 山田風太郎 からくり事件帖-警視庁草紙より-（2001年9月28日 - 2001年11月23日）
  - 音楽
  - メインテーマ「風のタンゴ」
- あなたが主役 音楽のある街で 司会（2004年）
- 僕らの音楽（2005年6月10日）
  - KinKi Kids「ビロードの闇」アコーディオン
- ズームイン!!SUPER・ズームイン!!サタデー（2006年10月2日 - 2006年12月30日）
  - お天気テーマ「good luck! ~ take2」
- ガンジス河でバタフライ（2007年10月5日 - 2007年10月6日）
  - 音楽
- 刑事の現場（2008年3月1日 - 2009年8月8日）
  - 音楽
- 僕らの音楽（2008年11月7日）
  - ポルノグラフィティ「アゲハ蝶」アコーディオン
- 僕らの音楽（2009年05月22日）
  - 徳永英明 「ダンスはうまく踊れない」アコーディオン
- 雲の階段（2013年4月17日 - 2013年6月19日）
  - 音楽
- おぉ!信州人（2014年5月20日）
  - 出演
- この街の命に（2016年4月2日）
  - 音楽
- 開運なんでも鑑定団(2018年6月26日)
  - 出演
- ウェークアップ!（2021年3月6日 - ）
  - オープニングテーマ、エンディングテーマ、天気コーナー、アタックの音楽[24]
- 開運なんでも鑑定団(2024年11月26日)
  - 出演

### ラジオ
- ARTIST PARADISE（bayFM、1997年4月5日 - 1998年3月27日）
  - パーソナリティ
- 夜のエスプレッソ（NHK-FM、1999年4月5日 - 2002年4月1日）
- きょうも元気でわくわくラジオ（NHKラジオ第1、2003年4月1日 - 2008年3月19日）
  - メインテーマ「時の扉」

### ゲーム
- 幻想水滸伝IV（2004年8月19日）
  - オープニングメインテーマ「La Mer」